# Kantar CZ
Kantar CZ je výzkumná a poradenská společnost působící v oblasti marketingového výzkumu a analýz. Svým obratem se řadí mezi TOP 3 výzkumné agentury v České republice. Specializuje se na poskytování komplexních informací, datových analýz a strategických doporučení, které pomáhají firmám a organizacím lépe porozumět trhu, spotřebitelům a konkurenci.
Kantar CZ je součástí Kantar Group, globální společnosti se sídlem v Londýně, která se zabývá analýzou dat a poradenstvím v oblasti značek. Společnost byla založena v roce 1992 a má přibližně 30 000 zaměstnanců ve 100 zemích světa, kteří pracují v různých oblastech výzkumu, včetně monitorování sociálních médií, účinnosti reklamy, chování spotřebitelů a výzkumu veřejného mínění.

## Historie
Na českém trhu tvoří současnou skupinu Kantar dvě dříve samostatně stojící výzkumné společnosti Millward Brown a TNS Aisa, které se v Kantar CZ spojily na konci roku 2017 a nabízejí komplexní řešení kvantitativního i kvalitativního výzkumu. Ředitelkou spojených společností pod názvem Kantar CZ se stala Petra Průšová, která byla od ledna 2015 v rámci Millward Brown regionální ředitelkou společnosti pro “Central Europe”. V roce 2021 se společnost přestěhovala do společného sídla Agentur WPP do campusu v Bubenské ulici na Praze 7 do historické budovy Elektrických podniků.

## Portfolio služeb
Společnost Kantar CZ je v rámci Kantar Group specialistou na klientské potřeby v rámci vývoje a testování kreativy, včetně měření kreativy pomocí AI-umělé intelligence , měření efektivity marketingové komunikace, komplexní analýzy strategie značky a vývoje a testování inovací, idejí a konceptů. 
Kantar CZ je jednou z největších společností také v oblasti marketing analytics v České republice, zejména se zaměřením na analýzu tržního potenciálu, výzkum zákaznických preferencí, analýzy tržních trendů a chování spotřebitelů, analýzy dat z digitálních kanálů a sociálních médií, prediktivní market-mix modelování s využitím AI.
Kantar CZ současně nabízí širokou škálu kvalitativních výzkumných metod, včetně hloubkových rozhovorů, focus group, online komunit a jiných technik. Společnost využívá moderní technologie, jako je analýza sociálních médií nebo biometrické měření.

## Významné studie
Kantar CZ se také podílí na realizaci několika významných českých i celosvětových studií. Například Trendy Česka, výzkum veřejného mínění prováděný pro Českou televizi, poskytuje aktuální informace o volebních preferencích a tom, co zajímá českou společnost.
Studie Lifestyle poskytuje vhled do života českého spotřebitele a jeho mediálního, spotřebního a digitálního chování na pozadí zásadních událostí i mezinárodních trendů. Syndikovaná studie LifeStyle má v ČR za sebou již dlouholetou historii. Její první ročník proběhl v roce 1995 ve spolupráci s agenturou Leo Burnett.
Češi v síti je průzkum ve dvouletém cyklu, který nahlíží na měnící se chování české populace ve virtuálním prostoru.
Kantar CZ také publikuje světový žebříček nejhodnotnějších značek, BrandZ Top 100 Brands.

## Certifikace a spolupráce s dalšími organizacemi
Společnost Kantar CZ drží certifikace ISO - Research standard ISO20252 a ISO - MyMap Online Panel Certification ISO 26362 a má jediný certifikovaný online panel v Česku.
Kantar CZ je také aktivním členem profesní organizace SIMAR. Díky této kvalifikaci je Kantar CZ schopný nabídnout spolehlivé výsledky výzkumů v souladu se standardy a etickými zásadami oboru.